# Dareios 3.
Dareios 3. (persisk: داريوش سوم) oprindeligt Artashata og kaldt Codomannus af grækerne, var den sidste persiske storkonge af det Achaemenidiske dynasti. Han regerede fra 336 f.Kr. til 330 f.Kr.. Han tog Dareios som sit dynastiske navn, da han blev konge.
Efter Artaxerxes 3. og alle hans sønner blev dræbt af vesiren Bagoas, indsatte vesiren en fætter til Artaxerxes III (Artashata) på den persiske trone som Dareios 3. Da Dareios forsøgte at handle uafhængigt af vesiren, forsøgte Bagoas at forgifte ham, men Dareios blev advaret og tvang Bagoas til at drikke giften selv. Den nye konge havde kontrol over et ustabilt imperium: store dele af imperiet var styret af jaloux og upålidelige guvernører og beboet af utilfredse og oprørske folk. Men han manglede færdigheder og erfaring til at håndtere disse problemer.
I 334 f.Kr. begyndte Alexander den Store sin invasion af det persiske imperium og besejrede perserne i en række kampe før plyndringen og ødelæggelsen af hovedstaden Persepolis ved brand i 331 f.Kr.. Med det persiske imperium under sin kontrol besluttede Alexander at forfølge Dareios. Før Alexander kunne fange ham, blev Dareios dræbt af guvernør Bessus, som også var hans fætter. 

## Tidlige regeringstid
Artaxerxes 3. og alle hans sønner undtagen Arses blev myrdet af vesiren Bagoas, der satte Arses på tronen som marionet. Da Bagoas opdagede, at Arses ikke kunne kontrolleres, myrdede han ham i 336 f.Kr., og satte Artashata på tronen, den sidste legitime arving til den persiske trone. Artashata var en fjern slægtning til kongehuset. Han havde vist sig som en god kriger i en kamp imod Cadusisierne og tjente som  kongelig kurer. Artashata var søn af Arsames, søn af Ostanes, en af Artaxerxes 3. brødre. Artashata overtog tronen i en alder af 46.
Artashata valgte Dareios som sit dynastiske navn, da han blev konge., og hurtigt viste han uafhængighed af sin vesir. Bagoas forsøgte derefter at forgifte Dareios, men Dareios blev advaret og tvang Bagoas til at drikke giften selv. Store dele af imperiet var styret af jaloux og upålidelige guvernører og beboet af utilfredse og oprørske folk som Khabash i Egypten. I modsætning til sine forfædre  manglende Dareios erfaring i at regere et imperium og manglede enhver ambition om at gøre det. Dareios var som hersker helt gennemsnitlig, uden de talenter og kvaliteter, som administrationen af et stort imperium i krise kræver.
I 336 f.Kr. blev Philip II af Makedonien godkendt af Korinth-ligaen som Hegemon for at indlede en hellig krig som hævn mod perserne for at brænde athenske templer i den anden persiske krig. Han sendte en fortrop til Anatolien under kommando af  generalerne Parmenion og Attalus for at "befri" de grækere, der boede under persisk kontrol. Efter at de tog de græske byer i Asien fra Troja til Maiandros-floden, blev Philip myrdet, og hans kampagne blev opgivet, mens hans arving konsoliderede sin kontrol over Makedonien og resten af Grækenland. 

## Fodnoter
1. 1 2  Heckel, Waldemar (2002). The Wars of Alexander the Great. s. 24. ISBN 978-1841764733. Arkiveret fra originalen 18. marts 2016. Hentet 19. juni 2012.
2. ↑  "The Wars of Alexander the Great: 336-323 BC - Waldemar Heckel - Google Books". Arkiveret fra originalen 18. marts 2016. Hentet 31. august 2013.
3. ↑  Justin 10.3; cf. Diod. 17.6.1-2
4. ↑  Plutarch, Life of Alexander 18.7-8, First Oration on the Fortune or the Virtue of Alexander, 326.D.
5. ↑  Diodorus 17.5.6.
6. ↑  Hermann Bengtson, History of Greece from the Beginnings to the Byzantine Era, p. 205.

## Yderligere læsning
- Prevas, John. Envy of the Gods: Alexander the Great's Ill-Fated Journey across Asia. Da Capo Press, 2004.

## Eksterne links
- Dareios III i Salmonsens Konversationsleksikon (2. udgave, 1916)
- A detailed biography of Darius Arkiveret 18. oktober 2003 hos  Wayback Machine
- A genealogy of Darius Arkiveret 6. december 2010 hos  Wayback Machine
- Pothos.org: Darius III (Codomannus) Arkiveret 8. juni 2011 hos  Wayback Machine